# Église Saint-Martin d'Ennordres
L'église Saint-Martin est une église catholique située sur la commune d'Ennordres, dans le département français du Cher, en France.

## Historique
L'église a été initiée au XIIIe siècle.
La nef a été reconstruite au XIXe siècle.
L'édifice est classé au titre des monuments historiques par arrêté du 23 juillet 1921.

## Description
Le clocher est une tour carrée avec un escalier à vis faisant saillie à l'angle extérieur.

La sacristie semi-octogonale est éclairée par trois fenêtres ouvertes sur l'orient, voutées et ornées de nervures rayonnantes.